# Католицизм в Малайзии

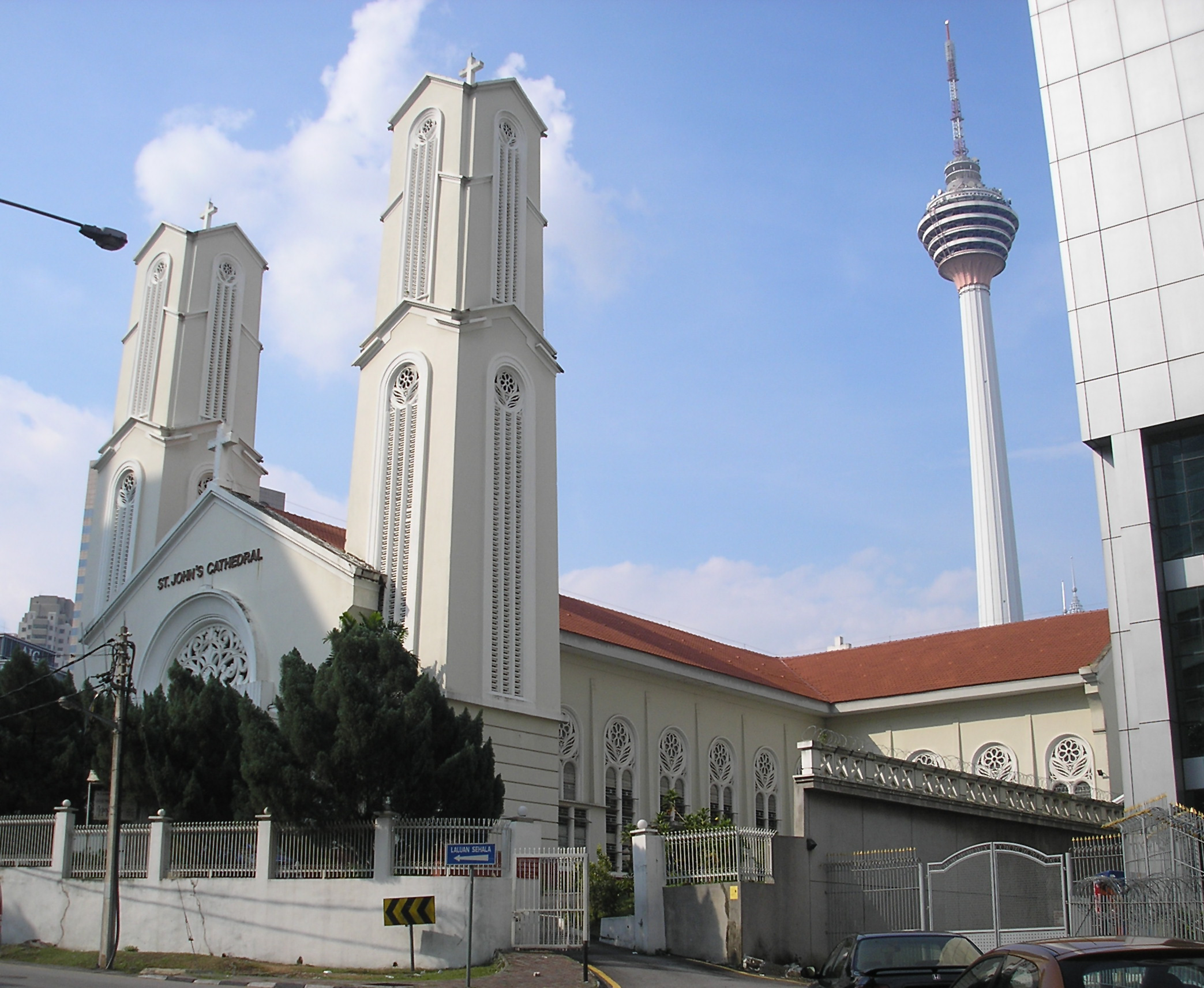
Собор Святого Иоанна, Куала-Лумпур

Католицизм в Малайзии или Римско-Католическая Церковь Малайзии - часть всемирной Католической церкви. Численность католиков в стране составляет около 800 тысяч человек (3,2 % от общей численности населения).

## История
Впервые католические миссионеры появились на территории современной Малайзии после основания в 1551 году Альбукерком Великим первых португальских колониальных поселений. Первоначально деятельность миссионеров ограничивалась пастырской заботой среди португальских военных и торговцев из Европы. В 1545 году в султанат прибыл известный миссионер и один из основателей ордена иезуитов Франциск Ксаверий. До конца XVIII века миссионеры в основном проповедовали на полуострове Малакка. 4 февраля 1558 года Римский папа Павел IV издал буллу «Pro excellenti Praeminentia», которой учредил епархию Малакки, входившую в церковную провинцию Гоа (сегодня — архиепархия Гоа и Дамана). Численность верующих епархии Малакки в начале XVII века составляла около 7 тысяч человек.
В 1641 году Малаккский султанат на 70 лет стал колонией Голландии, и деятельность Католической церкви стала претерпевать гонения со стороны колониальных властей. С 1782 года в Малаккском султанате стали работать миссионеры из «Парижского общества заграничных миссий». На территории Малаккского султаната действовали законы шариата, поэтому католические миссионеры проповедовали в основном среди аборигенов, местных китайцев и вьетнамцев. Благодаря деятельности миссионеров из «Парижского общества заграничных миссий» значительно увеличилась численность католиков. В 1786 году они основали храм в Джорджтауне и в 1807 году — семинарию, в которой готовились кандидаты для священства из местных католиков.
В 1838 году епархия Малакии была упразднена, после чего через три года в 1841 году на Малаккском полуострове был учреждён самостоятельный апостольский викариат. С 1852 года на полуострове стали действовать священники из конгрегации Братья христианских школ, которые стали организовывать христианские средние образовательные учреждения. 10 августа 1888 года Римский папа Лев XIII издал буллу «In Indosinensibus», которой восстановил епархию Малакки. В середине XIX века в Малакке действовал известный миссионер Карлос Квартерон, который занимался выкупом рабов. В конце XIX века численность католиков епархии Малакии составляла около 17 тысяч верующих.
С 1881 года на острове Борнео среди народов кадазан и дусун действовали монахи из конгрегации миссионеров Милл-Хилла. Благодаря их деятельности была учреждена апостольская префектура Лабуана и Северного Борнео, которая позднее была преобразована в апостольский викариат Джесселтона, из которого в 1952 году были образованы архиепархии Кота-Кинабалу, Кучинга и в 1959 году — епархия Мири. В 1955 году епархия Малакки была преобразована в архиепархию Малакки-Сингапура, в которую входили суффраганные епархии Пинанга и Куала-Лумпура. В 1976 году Святой Престол возвёл в ранг митрополии епархию Кучинга с суффраганными епархиями Кота-Кинабалу и Мири.
С конца XIX века в Малайзию началась массовая эмиграция китайцев, среди которых было значительное число католиков, бежавших от гонений на родине. Благодаря этой эмиграции на полуострове численность католиков достигла несколько сот тысяч человек.
В 1957 году Малайзия стала независимым государством, и на её территории ислам был провозглашён государственной религией. Преподавание в школьных учреждениях других религий, кроме ислама, было запрещено, что негативно сказалось на деятельности католических образовательных учреждений.
В настоящее время Конституция Малайзии гарантирует свободу религий, однако правительствам штатов передано право контролировать деятельность представителей иных религий в соответствии с шариатом. Федеральным законом запрещено распространять христианскую литературу на малайском языке.
25 апреля 1969 года Римский папа Павел VI издал бреве «Instans illa», которой учредил апостольскую нунциатуру Таиланда, распространявшую свою юрисдикцию на Таиланд, Лаос, Сингапур и Малайзию. Со 2 февраля 1998 года в Малайзии действовала самостоятельная апостольская делегатура Святого Престола. 27 июля 2011 года Римский папа Бенедикт XVI издал буллу «Cum inter Apostolicam», которой учредил апостольскую нунциатуру в Малайзии.

## Структура
Централизованный орган управления Католической церковью в стране  - Конференция католических епископов Малайзии, Сингапура и Брунея. На 2014 год в стране действовали 3 митрополии, 142 прихода, 11 епископов, 229 священников (из них 183 — епархиальных и 46 — монашествующих), 77 монахов и 553 монахинь.